# Mark Hadlow
Mark Selwyn Hadlow (1957) é um ator e comediante neozelandês. Hadlow é mais conhecido por ter interpretado Harry em King Kong  e o anão Dori na trilogia O Hobbit .